# Europees kampioenschap voetbal onder 18 - 1993 (kwalificatie)
De kwalificatie voor het Europees kampioenschap voetbal voor mannen onder 18 jaar van 1993 werd gespeeld tussen 8 februari 1992 en 19 mei 1993. Er zouden in totaal zeven landen kwalificeren voor het eindtoernooi dat in juli 1993 heeft plaatsgevonden in Engeland. Het gastland hoefde geen kwalificatiewedstrijden te spelen. In totaal deden er 32 landen van de UEFA mee.

## Gekwalificeerde landen
| # | Land      | Gekwalificeerd als    |
| - | --------- | --------------------- |
| 1 | Engeland  | Gastland              |
| 2 | Nederland | Winnaars tweede ronde |
| 3 | Portugal  | Winnaars tweede ronde |
| 4 | Hongarije | Winnaars tweede ronde |
| 5 | Turkije   | Winnaars tweede ronde |
| 6 | Frankrijk | Winnaars tweede ronde |
| 7 | Roemenië  | Winnaars tweede ronde |
| 8 | Spanje    | Winnaars tweede ronde |

## Eerste ronde

### Groep 1–9 en 12
| Groep    | Team 1      | Totaal | Team 2            | 1e wedstrijd | 2e wedstrijd |
| -------- | ----------- | ------ | ----------------- | ------------ | ------------ |
| Groep 1  | IJsland     | 7–5    | België            | 2–3          | 5–2          |
| Groep 2  | Finland     | 2–2    | Schotland         | 1–0          | 1–2          |
| Groep 3  | Frankrijk   | 4–0    | Malta             | 0–0          | 4–0          |
| Groep 4  | Spanje      | 7–1    | Albanië           | 4–0          | 3–1          |
| Groep 5  | Turkije     | 4–3    | Oostenrijk        | 3–2          | 1–1          |
| Groep 6  | Hongarije   | 7–2    | Cyprus            | 2–0          | 5–2          |
| Groep 7  | Duitsland   | 4–3    | Noorwegen         | 3–2          | 1–1          |
| Groep 8  | Denemarken  | 5–2    | Tsjecho-Slowakije | 0–1          | 4–2          |
| Groep 9  | Rusland     | 5–3    | Griekenland       | 2–2          | 3–1          |
| Groep 12 | Zwitserland | 16–0   | Liechtenstein     | 8–0          | 8–0          |

### Groep 10
De wedstrijden werden gespeeld tussen 23 september en 1 december 1992.
| Pos | Team      | Wed | W | G | V | Ptn | DV | DT | +/− | Kwalificatie                    |     | NED | WAL | ISR |
| --- | --------- | --- | - | - | - | --- | -- | -- | --- | ------------------------------- | --- | --- | --- | --- |
| 1   | Nederland | 4   | 3 | 1 | 0 | 7   | 6  | 2  | +4  | Geplaatst voor de tweede ronde. |     | —   | 1–1 | 3–1 |
| 2   | Wales     | 4   | 0 | 3 | 1 | 3   | 3  | 4  | −1  |                                 |     | 0–1 | —   | 0–0 |
| 3   | Israël    | 4   | 0 | 2 | 2 | 2   | 3  | 6  | −3  |                                 | 0–1 | 2–2 | —   |     |

### Groep 11
De wedstrijden werden gespeeld tussen 31 augustus en 24 november 1992.
| Pos | Team          | Wed | W | G | V | Ptn | DV | DT | +/− | Kwalificatie                    |     | ROU | IRL | NIR |
| --- | ------------- | --- | - | - | - | --- | -- | -- | --- | ------------------------------- | --- | --- | --- | --- |
| 1   | Roemenië      | 4   | 3 | 1 | 0 | 7   | 10 | 4  | +6  | Geplaatst voor de tweede ronde. |     | —   | 1–0 | 4–2 |
| 2   | Ierland       | 4   | 1 | 2 | 1 | 4   | 7  | 7  | 0   |                                 |     | 1–1 | —   | 3–3 |
| 3   | Noord-Ierland | 4   | 0 | 1 | 3 | 1   | 8  | 14 | −6  |                                 | 1–4 | 2–3 | —   |     |

### Groep 13
De wedstrijden werden gespeeld tussen 3 november en 7 november in Luxemburg.
| Pos | Team      | Wed | W | G | V | Ptn | DV | DT | +/− | Kwalificatie                    |   | POR | SWE | LUX |
| --- | --------- | --- | - | - | - | --- | -- | -- | --- | ------------------------------- | - | --- | --- | --- |
| 1   | Portugal  | 2   | 2 | 0 | 0 | 4   | 5  | 1  | +4  | Geplaatst voor de tweede ronde. |   | —   | 2–1 | 3–0 |
| 2   | Zweden    | 2   | 1 | 0 | 1 | 2   | 3  | 3  | 0   |                                 |   | —   | —   | 2–1 |
| 3   | Luxemburg | 2   | 0 | 0 | 2 | 0   | 1  | 5  | −4  |                                 | — | —   | —   |     |

### Groep 14
De wedstrijden werden gespeeld tussen 31 augustus en 25 november 1992.
| Pos | Team      | Wed | W | G | V | Ptn | DV | DT | +/− | Kwalificatie                    |     | ITA | BUL | POL |
| --- | --------- | --- | - | - | - | --- | -- | -- | --- | ------------------------------- | --- | --- | --- | --- |
| 1   | Italië    | 4   | 4 | 0 | 0 | 8   | 12 | 2  | +10 | Geplaatst voor de tweede ronde. |     | —   | 2–1 | 2–0 |
| 2   | Bulgarije | 4   | 1 | 1 | 2 | 3   | 6  | 8  | −2  |                                 |     | 0–2 | —   | 2–2 |
| 3   | Polen     | 4   | 0 | 1 | 3 | 1   | 4  | 12 | −8  |                                 | 1–5 | 1–3 | —   |     |

## Tweede ronde
De wedstrijden vonden plaats tussen 7 april en 19 mei 1993.
| Groep   | Team 1    | Totaal | Team 2      | 1e wedstrijd | 2e wedstrijd |
| ------- | --------- | ------ | ----------- | ------------ | ------------ |
| Groep 1 | Nederland | 5–2    | Denemarken  | 2–1          | 3–1          |
| Groep 2 | Portugal  | 2–1    | Rusland     | 2–1          | 0–0          |
| Groep 3 | Hongarije | 2–1    | Italië      | 2–0          | 0–1          |
| Groep 4 | Turkije   | 3–1    | Zwitserland | 2–1          | 1–0          |
| Groep 5 | Frankrijk | 6–5    | Finland     | 4–3          | 2–2          |
| Groep 6 | Roemenië  | 1–0    | IJsland     | 0–0          | 1–0          |
| Groep 7 | Spanje    | 5–2    | Duitsland   | 0–0          | 5–2          |